# Chart środkowoazjatycki
Chart środkowoazjatycki (oryginalna nazwa тазы [tazy]) – rasa psa zaliczana do grupy chartów, przynależąca do grupy chartów orientalnych, pochodząca z rejonów Azji Środkowej (szczególnie z terenów obecnego Uzbekistanu, Kazachstanu i Turkmenistanu). Środkowoazjatycki tazy jest rasą niezarejestrowaną w FCI.

## Rys historyczny
Z historią powstania charta środkowoazjatyckiego tazy są związane trzy teorie:
- pierwsza zakłada, że przodkami tych chartów były psy wywodzące się z rejonów północno-wschodniej Afryki, a będące potomkami tesema – psa występującego w Starożytnym Egipcie, którego wizerunki zachowały się do czasów współczesnych.
- druga teoria mówi o bezpośrednim pochodzeniu taziego oraz innych chartów wschodnich od sloughi, jednej z najstarszych ras chartów, która powstała w okresie pomiędzy X a VII w. p.n.e. Pierwotne występowanie tej rasy obejmowało obszary arabskiej części Afryki, jednak wraz z legionami rzymskimi, a także w późniejszym okresie z Arabami, sloughi dotarł do Azji Środkowej oraz Europy.
- teoria trzecia bierze pod uwagę możliwość istnienia hipotetycznego, euroazjatyckiego przodka dla chartów występujących w tych rejonach.

W teorii pierwszej słabym ogniwem jest wygląd tesema – charta faraonów, który zbliżony jest bardziej do takich ras jak cirneco dell'Etna, czy pies faraona, i istnieją założenia, że to właśnie do ich powstania się przyczynił. Druga teoria znajduje uznanie wśród takich badaczy jak Kazanski, Mazowier, aczkolwiek istnieją wątpliwości, czy charty azjatyckie dotarły w rejony Azji wraz z Arabami, czy z Mongołami, na skutek ich późniejszych podbojów.
Mongołowie po podboju Bagdadu w roku 1258, znaleźli się w posiadaniu chartów. Relacje i zapisy Marco Polo z pobytu u chana Kubilaja świadczą o tym, że Mongołowie hodowali psy myśliwskie w postaci gończych i chartów, a sam Kubilaj rozwijał hodowle i przyczynił się do rozpowszechnienia występowania chartów na terenach Azji. Psy te sprawnie i szybko umiały dostosować się do polowań w warunkach stepowych, a także do tzw. polowań masowych uprawianych przez plemiona tatarsko-mongolskie.
W XVI wieku tazy przedostał się na tereny Rosji, gdzie brał udział w powstawaniu hodowli chartów rosyjskich. Z okresu XVIII wieku zachowały się doniesienia Petera Simona Pallasa, profesora historii naturalnej, który miał okazję widzieć charty u Kałmuków, natomiast prace Słudskiego wspominają, że jeszcze na początku XX wieku istniał zwyczaj, gdzie „za jednego tazy z górnego biegu rzeki Karatał oddawano dziewczynę, o ile chciało się uniknąć zapłaty 47 koni”.
W okresie XIX wieku, na skutek czynników historycznych (zajęcie przez Rosję krajów środkowoazjatyckich, postępujące uprzemysłowienie, masowe migracje ludności, coraz większa popularność broni palnej) rozpoczął się regres w hodowlach chartów azjatyckich. W ostateczności okres rywalizacji pomiędzy Wielką Brytanią i Rosją o wpływy na terenach Azji Środkowej (tzw. Wielka Gra) przyczynił się do silnej izolacji chartów występujących na tych terenach. Stało się to przyczyną powstania odmiennych cech u tazy, wykształcając różne typy tej rasy.
Lata 30 XX wieku przyniosły pewne ożywienie w sytuacji tych chartów, ponieważ rozpoczęto organizować przeglądy hodowlane na terenie całego Kazachstanu. Popularyzacja rasy zaowocowała znacznym wzrostem liczby hodowanych osobników w tym kraju, a jednym z propagatorów i znawców rasy stał się rosyjski naukowiec Arkadij Aleksandrowicz Słudski. Opracował on plan i metody jakimi należy się posługiwać w odbudowywaniu tej rasy oraz w pracy nad nią. W tym okresie też powstają duże hodowle myśliwskie, założone przez kynologów, a funkcjonujące do końca istnienia Związku Radzieckiego
.

## Nazewnictwo rasy
Zastosowanie uznanej i powszechnie stosowanej nazwy jest problematyczne, ponieważ rasa nie posiada jeszcze ujednoliconego tekstu wzorca. Przeciwne nadawaniu nazwy środkowoazjatycki chart tazy są kraje pochodzenia tej rasy. Dążą one do określania w nazwie rasy kraju pochodzenia, stąd w Kazachstanie stosowana jest nazwa kazachski tazy, w Turkmenistanie – turkmeński tazy, itd. Samo słowo tazy jest określeniem ogólnym, oznaczającym w językach turkijskich charta – dlatego w nazwach niektórych ras chartów, wywodzących się z terenów Azji Środkowej, można spotkać to określenie (khalag tazy, orus tazy).

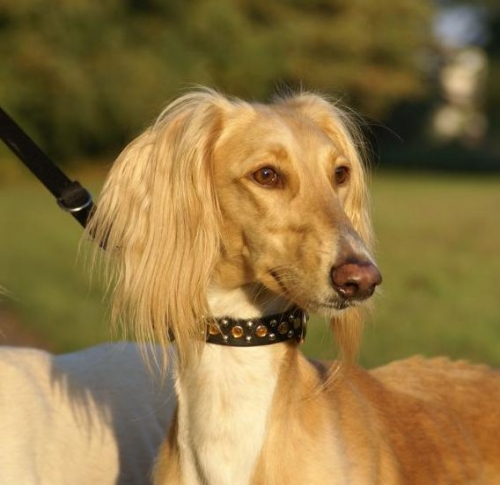
Głowa charta środkowoazjatyckiego

## Wygląd
Według wzorca, który jest przyjęty w Uzbekistanie przez tamtejszą federację kynologiczną, opis charta środkowoazjatyckiego przedstawia się następująco:
- wygląd ogólny: chart środkowoazjatycki posiada sylwetkę suchą z wyraźnie zaznaczonym kłębem, o kośćcu mocnym, lecz nie ciężkim. Skóra jest cienka, bez fałd. Wyróżnia się typy:
  - typ uzbecko-kazachski o wysokości średniej i ponad średniej
  - typ turkmeński posiadający średnią wysokość w kłębie

- głowa: jest sucha i wydłużona. czaszka widziana z góry ma kształt klina, a część mózgoczaszki jest stosunkowo szeroka. Stop jest słabo zaznaczony. Uszy są zwisające osadzone na poziomie oczu lub nieco wyżej.

- tułów: klatka piersiowa jest głęboka i szeroka. Grzbiet ma linię prostą z możliwym lekkim wgłębieniem. Lędźwie posiadają mięśnie o wyraźnej rzeźbie. Brzuch jest silnie podkasany. Zad jest spadzisty o wyraźnie zaznaczonych kolcach biodrowych.

- ogon: w stanie nieruchomym jest opuszczony i skręcony w pierścień lub półkole. Podczas ruchu jest uniesiony, lecz nie wyżej od linii grzbietu.

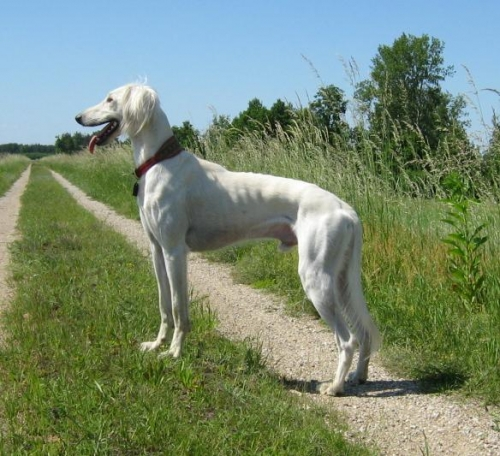
Samiec o umaszczeniu białym

### Szata i umaszczenie
Uzbecki wzorzec przewiduje dla charta środkowoazjatyckiego rodzaje umaszczenia takie jak: płowe oraz szare we wszelkich odcieniach, białe i jednolicie czarne (także z białym znaczeniem na piersi) oraz rude. Dopuszczalne także są nakrapiania w kolorze barwy podstawowej, występujące na kończynach. Może także występować podpalanie jasnoszare lub białawe. Sierść jest krótka i prosta, bez podszerstka. Na uszach tworzą się tzw. bruki, z dłuższego i falującego włosa. Wydłużona sierść występuje także na tylnych częściach kończyn przednich oraz na udach, tworząc tzw. frędzle. Ogon posiada długie, niezbyt gęste pióro.

## Użytkowość
Tazy jest wszechstronnym psem myśliwskim wykorzystywanym, w tradycyjny sposób, w polowaniach na zwierzynę drobną (lisy, świstaki, borsuki, zające) oraz na zwierzęta kopytne tj. sarny, dziki, suhaki, koziorożce syberyjskie. Pracują zarówno w sfora jak i pojedynczo. Współcześnie również są hodowane głównie w kręgach myśliwych, sporadycznie jako psy do towarzystwa.